# Antimicrobiano
Um antimicrobiano é uma substância que mata (microbicida) ou inibe o desenvolvimento (microbiostáticos) de micro-organismos, como bactérias, fungos, vírus ou protozoários.

## Classes principais
- Antibióticos
- Antivirais
- Antifúngicos
- Antiparasitários